# Psalmii 152-155
Psalmii 152-155 sunt psalmi suplimentari citați din Peshitta, traducerea siriacă a Bibliei, din unele manuscrise grecești ale Septuagintei și prezenți în unele suluri din manuscrisele Qumran .
Ele sunt recunoscute ca canonice doar de Biserica Siriacă, în timp ce pentru celelalte confesiuni creștine reprezintă apocrife ale Vechiului Testament .
Alături de Psalmul 151, ei sunt numiți și cei cinci psalmi apocrifi ai lui David .
Ele pot fi intitulate astfel  :
- rugăciunea lui Ezechia când dușmanii l-au înconjurat;
- Când evreii au primit permisiunea de la Cirus să meargă acasă;
- Scrisă de David când se lupta cu leul și lupul care luase o oaie din turma lui;
- Scrisă de David când îi mulțumește lui Dumnezeu pentru uciderea leului și a lupului.

## Psalmul 152
Acest psalm a supraviețuit în manuscrisele biblice siriace și a fost găsit și în ebraică, în sulul 11QPs(a)154 (cunoscut și sub numele de 11Q5 - The Great Scroll of Psalms ), un manuscris din secolul I î.Hr. C..Tema principală este cererea de a „uniți-vă pentru bine și pentru desăvârșit, pentru a-l slăvi pe Cel Prea Înalt” . Există, de asemenea, un indiciu de mese comunale, tipice esenienilor: „Și în mâncarea lor trebuie să fie într-adevăr satisfăcătoare, și în băutura lor, când împart împreună” .

### Text
Rugăciunea lui Ezechia când dușmanii l-au înconjurat
Slavă-l tare pe Dumnezeu; în adunarea multora vesti slava Lui.'În mijlocul mulțimii celor drepți slăviți lauda Lui; și vorbește despre slava Lui cu cei drepți.
Alăturați-vă cu cei buni și cu cei desăvârșiți, ca să slăviți pe Cel Preaînalt.'S-au adunat pentru a-I face cunoscută puterea; și nu întârzia să arăți tuturor copiilor mântuirea Lui, puterea și slava Sa.'Pentru a-l cunoaște cinstea Domnului, s-a dat înțelepciune; și pentru a spune despre faptele Lui, a fost făcut cunoscut oamenilor:'fă-i pe copii să cunoască puterea Lui și fă-i lipsiți de înțelegere pentru a înțelege slava Lui;'care sunt departe de intrările Lui și departe de porțile Lui:'căci Domnul lui Iacov este înălțat și slava Lui este peste toate lucrările Lui.'Iar un om care îl slăvește pe Cel Prea Înalt se va bucura de el; ca într-unul care oferă o masă bună și ca într-unul care oferă capre și viței;'și ca într-unul care îngrașă altarul cu o mulțime de arderi de tot; și ca mirosul de tămâie din mâinile drepților.'De la porțile tale drepte se va auzi glasul Lui și de la glasul îndemnului drept.
Și atunci când mănâncă, ei trebuie să fie satisfăcători în adevăr și în băutură, atunci când împărtășesc împreună.
Locuința lor este în Legea Celui Prea Înalt și vorbirea lor este să facă cunoscută puterea Lui.
Cât de departe de cel rău este vorbirea Lui și de toți cei fărădelege să-L cunoască!
Iată, ochiul Domnului miluiește-i pe cei buni, iar celor ce Îl slăvesc le va înmulți mila și din vremea răului le va izbăvi sufletul.
Binecuvântat să fie Domnul, care a izbăvit pe nenorocit din mâna celor răi; care ridică un corn de la Iacov și un judecător al neamurilor din Israel;
ca să-și prelungească locuința în Sion și să împodobească veacul nostru în Ierusalim.

## Psalmul 153
Acest psalm există în limba siriacă și a fost găsit și în sulul de la Marea Moartă 11QPs(a)155 (numit și 11Q5), un manuscris din secolul I î.Hr. C..Tema acestui Psalm este asemănătoare cu Psalmul 22 și, din lipsă de particularitate, nu este posibil să sugerăm data și originea lui, cu excepția faptului că originea lui este clar pre-creștină.

### Text
Când evreii au primit permisiunea de la Cirus să meargă acasă
Doamne, am strigat către Tine; ascultă la mine.
Mi-am ridicat mâinile spre locașul Tău sfânt; înclină-ți urechea spre mine.
Și dă-mi cererea mea; rugăciunea mea nu mă ține înapoi.
Zidește-mi sufletul și nu-l distruge; și nu-l așezați gol înaintea celor răi.
Cei care răsplătesc lucrurile rele te iau de la mine, judecător al adevărului.
Doamne, nu mă judeca după păcatele mele, căci nici un trup nu este nevinovat înaintea Ta.
Lămurește-mi, Doamne, legea Ta și învață-mă judecățile Tale;
și mulți vor auzi de faptele tale și neamurile vor lăuda cinstea ta.
Ține minte și nu mă uita; și nu mă conduce în lucruri prea grele pentru mine.
Păcatele tinereții mele te fac să treci pe lângă mine, iar pedeapsa mea nu le permite să-și amintească împotriva mea.
Curățește-mă, Doamne, de răutate și să nu-mi mai vină niciodată.
Uscați-i în mine rădăcinile, și frunzele lui să nu încolțească în mine.
Mare ești, Doamne; de aceea cererea mea va fi satisfăcută în prezența Ta.
Cui să mă plâng că îmi poate da? Și ce poate să-mi adauge puterea bărbaților?
Înaintea Ta, Doamne, este încrederea mea; Am strigat către Domnul și El m-a auzit și mi-a vindecat inima zdrobită.
Am adormit și am adormit; Am visat și am fost ajutat, iar Domnul m-a sprijinit.
Ma durea inima tare; Mă voi întoarce pentru că Domnul m-a izbăvit.
Acum mă voi bucura de rușinea lor; Am sperat in tine si nu o sa-mi fie rusine.
Onorează-te pentru totdeauna, pentru totdeauna și pentru totdeauna.
Izbăvește pe Israel, aleșii tăi și pe cei din casa lui Iacov pe care ai încercat-o.

## Psalmul 154
Acest text a supraviețuit doar în siriacă, deși limba originală poate fi ebraică.Tonul este nerabinic și este compus probabil în Israel în perioada elenistică (c. 323-31 î.Hr.).

### Text
Scrisă de David când se lupta cu leul și lupul care luase o oaie din turma lui
Doamne, Dumnezeule, vino în ajutorul meu; ajută-mă și mântuiește-mă; izbăvește-mi sufletul de ucigaș.
Să cobor în mormânt din gura leului? sau ma va incurca lupul?
Nu le-a fost de ajuns că au așteptat turma tatălui meu și au tăiat oile tatălui meu în bucăți, dar au vrut să-mi distrugă și sufletul?
Miluiește-te, Doamne, și mântuiește pe sfântul Tău de la nimicire; ca să experimentez gloriile Tale în toate timpurile ei și să laud Numele Tău cel mare:
când l-ai izbăvit din mâinile leului nimicitor și ale lupului viteaz și când mi-ai salvat robia din mâinile fiarelor sălbatice.
Iute, Doamne, trimite înaintea Ta un izbăvitor și scoate-mă din groapa căscată, care mă închidează în adâncul ei.

## Psalmul 155
Acest text a supraviețuit doar în siriacă, deși limba originală poate fi ebraică.Data și proveniența sunt cele ale psalmului precedent: Tonul este nerabinic și probabil a fost compus în Israel în perioada elenistică (c. 323-31 î.Hr.).

### Text
Scrisă de David când îi mulțumește lui Dumnezeu pentru uciderea leului și a lupului.
Lăudați pe Domnul, toate neamurile; proslăviți-l și binecuvântați-i numele:Care a izbăvit sufletul alesului Său din mâinile morții și l-a izbăvit pe sfântul Său de la distrugere:și m-a salvat din mrejele mormântului și sufletul meu din groapă nu poate fi închipuit.Pentru că, înainte ca eliberarea mea să poată merge înaintea Lui, am fost aproape sfâșiat în jumătate de două fiare sălbatice.Dar el și-a trimis îngerul, mi-a închis gura și mi-a salvat viața de la distrugere.Sufletul meu Îl va slăvi și Îl va înălța, pentru toate bunătățile Lui pe care mi le-a făcut și le va face.